# Maera stocki
Maera stocki is een vlokreeftensoort uit de familie van de Maeridae. De wetenschappelijke naam van de soort is voor het eerst geldig gepubliceerd in 1991 door Mateus & Mateus.